# Mahafaly
Els mahafaly —també mahafale, mahafaley, mahafali, o mehafaly— són un grup ètnic de Madagascar que habiten un vast altiplà calcari de Betioky-Ampanihy. El seu nom significa «els que fan sant» o «aquells qui fan feliç», encara que el primer és considerat més probable pels lingüistes. El 2013 hi havia una estimació de 150.000 mahafaly a l'illa i són coneguts principalment per les grans tombes amb aloalo que varen construir per honrar als morts. Es creu que van arribar a Madagascar des del sud-est d'Àfrica al voltant del segle xii, són principalment un grup agricultor i ramader, i parlen un dialecte de la llengua malgaix, branca del grup lingüístic malaiopolinesi.
L'etiqueta mahafaly ha estat utilitzada per altres malgaixes i estrangers per descriure les persones que tradicionalment habitaven a la costa sud-oest de Madagascar, limitada cap a l'interior pels rius Menarandra i Onilahy. Les mateixes persones del grup ètnic no l'utilitzen ni s'identifiquen com a part d'un únic grup, i prefereixen identificar-se a través d'altres línies de parentiu o geopolítica; el nom mahafaly no té sentit per a les persones originàries d'aquesta àrea. La majoria de la població es concentra al llarg dels marges dels rius que travessen l'àrid territori que habiten.